# Lijst van nummer 1-hits in de Vlaamse top 10 in 2001
De volgende hits stonden in 2001 op nummer 1 in de Vlaamse top 10.
| Datum        | Artiest                          | Titel                              |
| ------------ | -------------------------------- | ---------------------------------- |
| 6 januari    | De Bewoners & Walter Grootaers   | Een brief voor Kerstmis            |
| 13 januari   | De Bewoners & Walter Grootaers   | Een brief voor Kerstmis            |
| 20 januari   | De Bewoners & Walter Grootaers   | Een brief voor Kerstmis            |
| 27 januari   | De Bewoners & Walter Grootaers   | Een brief voor Kerstmis            |
| 3 februari   | De Bewoners & Walter Grootaers   | Een brief voor Kerstmis            |
| 10 februari  | K3                               | Oma's aan de top                   |
| 17 februari  | K3                               | Oma's aan de top                   |
| 24 februari  | Kabouter Plop                    | Lalala                             |
| 3 maart      | Bart Herman                      | Slaap m'n kind                     |
| 10 maart     | K3                               | Hippie shake                       |
| 17 maart     | K3                               | Hippie shake                       |
| 24 maart     | M-Kids                           | Swingen                            |
| 31 maart     | M-Kids                           | Swingen                            |
| 7 april      | M-Kids                           | Swingen                            |
| 14 april     | M-Kids                           | Swingen                            |
| 21 april     | M-Kids                           | Swingen                            |
| 28 april     | M-Kids                           | Swingen                            |
| 5 mei        | M-Kids                           | Swingen                            |
| 12 mei       | M-Kids                           | Swingen                            |
| 19 mei       | M-Kids                           | Swingen                            |
| 26 mei       | M-Kids                           | Swingen                            |
| 2 juni       | M-Kids                           | Swingen                            |
| 9 juni       | M-Kids                           | Swingen                            |
| 16 juni      | K3                               | Tele-Romeo / Blub, ik ben een vis! |
| 23 juni      | K3                               | Tele-Romeo / Blub, ik ben een vis! |
| 30 juni      | K3                               | Tele-Romeo / Blub, ik ben een vis! |
| 7 juli       | K3                               | Tele-Romeo / Blub, ik ben een vis! |
| 14 juli      | K3                               | Tele-Romeo / Blub, ik ben een vis! |
| 21 juli      | K3                               | Tele-Romeo / Blub, ik ben een vis! |
| 28 juli      | K3                               | Tele-Romeo / Blub, ik ben een vis! |
| 4 augustus   | K3                               | Tele-Romeo / Blub, ik ben een vis! |
| 11 augustus  | K3                               | Tele-Romeo / Blub, ik ben een vis! |
| 18 augustus  | K3                               | Tele-Romeo / Blub, ik ben een vis! |
| 25 augustus  | K3                               | Tele-Romeo / Blub, ik ben een vis! |
| 1 september  | K3                               | Tele-Romeo / Blub, ik ben een vis! |
| 8 september  | K3                               | Tele-Romeo / Blub, ik ben een vis! |
| 15 september | K3                               | Tele-Romeo / Blub, ik ben een vis! |
| 22 september | K3                               | Tele-Romeo / Blub, ik ben een vis! |
| 29 september | K3                               | Tele-Romeo / Blub, ik ben een vis! |
| 6 oktober    | M-Kids                           | Halloween                          |
| 13 oktober   | M-Kids                           | Halloween                          |
| 20 oktober   | M-Kids                           | Halloween                          |
| 27 oktober   | M-Kids                           | Halloween                          |
| 3 november   | M-Kids                           | Halloween                          |
| 10 november  | M-Kids                           | Halloween                          |
| 17 november  | M-Kids                           | Halloween                          |
| 24 november  | Clouseau                         | Ik geef me over                    |
| 1 december   | Clouseau                         | Ik geef me over                    |
| 8 december   | Peter Vanlaet & Walter Grootaers | Gedachten zijn vrij                |
| 15 december  | Peter Vanlaet & Walter Grootaers | Gedachten zijn vrij                |
| 22 december  | M-Kids                           | Een mooie droom                    |
| 29 december  | M-Kids                           | Een mooie droom                    |

Lijsten van nummer 1-hits in de Radio 2 Top 30

1970 ·
1971 ·
1972 ·
1973 ·
1974 ·
1975 ·
1976 ·
1977 ·
1978 ·
1979 ·
1980 ·
1981 ·
1982 ·
1983 ·
1984 ·
1985 ·
1986 ·
1987 ·
1988 ·
1989 ·
1990 ·
1991 ·
1992 ·
1993 ·
1994 ·
1995 ·
1996 ·
1997 ·
1998 ·
1999 ·
2000 ·
2001 ·
2002 ·
2003 ·
2004 ·
2005 ·
2006 ·
2007 ·
2008 ·
2009 ·
2010 ·
2011 ·
2012 ·
2013 ·
2014 ·
2015 ·
2016 ·
2017 ·
2018 ·
2019 ·
2020 ·
2021 ·
2022 ·
2023 ·
2024 ·
2025
Lijsten van nummer 1-hits in de Ultratop 50 

1995 ·
1996 ·
1997 ·
1998 ·
1999 ·
2000 ·
2001 ·
2002 ·
2003 ·
2004 ·
2005 ·
2006 ·
2007 ·
2008 ·
2009 ·
2010 ·
2011 ·
2012 ·
2013 ·
2014 ·
2015 ·
2016 ·
2017 ·
2018 ·
2019 ·
2020 ·
2021 ·
2022 ·
2023 ·
2024 ·
2025
Lijsten van nummer 1-hits in de Vlaamse top 50

2001 ·
2002 ·
2003 ·
2004 ·
2005 ·
2006 ·
2007 ·
2008 ·
2009 ·
2010 ·
2011 ·
2012 ·
2013 ·
2014 ·
2015 ·
2016 ·
2017 ·
2018 ·
2019 ·
2020 ·
2021 ·
2022 ·
2023 ·
2024 ·
2025
- Nederland (Top 40)
- Nederland (Single Top 100)
- Nederland (3FM Mega Top 50)
- Vlaanderen (Radio 2 Top 30)
- Vlaanderen (Ultratop 50)
- Vlaanderen (Top 30 van Ultratop)
- Vlaanderen (De Afrekening)
- Wallonië
- Australië
- Denemarken
- Duitsland
- Frankrijk
- Italië
- Noorwegen
- Portugal
- Verenigd Koninkrijk
- Verenigde Staten (Hot 100)